# Goorgoorlou
Goorgoorlou de T.T. FONS est un personnage emblématique du Sénégal, issu d'une bande dessinée transposée à la télévision, symbolisant la population de la capitale Dakar des années 1990 et 2000 dans sa vie quotidienne faite de « débrouille » et de recherche de la dépense quotidienne.
Il a été créé dans les années 1990 par Alphonse Mendy, alias T.T. FONS. Les dessins ont d'abord été publiés dans l'hebdomadaire satirique Le Cafard libéré.